# Alexandriai Kürillosz
Alexandriai Kürillosz (ógörögül: Κύριλλος Ἀλεξανδρείας, latinul: Cyrillus Alexandrias), magyarosan, egyházi nevén Alexandriai Szent Cirill (376 – 444. június 27.) keresztény teológus és püspök, aki aktív volt az 5. század vallási küzdelmeiben. 412 és 444 között Alexandria pátriárkája volt. Sokat írt és jelentős szereplője volt a korabeli krisztológiai vitáknak. 
Nagybátyját, Theophilosz pátriárkát követte Alexandria püspöki székében 412-től haláláig I. Cirill néven. I. Theophilosz valószínűleg eleve utódjának szemelte ki, és ennek megfelelően gondoskodott Kürillosz teológiai képzéséről. Attól kezdve, hogy 412-ben átvette az alexandriai patriarkátus vezetését élete szakadatlan polémiában telt. 
428 előtti egzegetikai írásaiban főként az arianizmust támadta. Keményen bánt a novatiánusokkal is, miután templomukat bezáratta, és száműzte őket a városból. Később a nesztorianizmus ellen lépett fel, ez tette híressé. Részt vett a zsidók Alexandriából való kiűzésében is. Nevéhez számos brutális cselekedet fűződik, mint például az utolsó nagy ókori polihisztor, Alexandriai Hüpatia elleni felbujtás, mely a tudósnő kegyetlen kivégzéséhez és műveinek elégetéséhez vezetett, de az alexandriai könyvtár végleges pusztulása is szélsőséges demagógiájának egyik eredménye lehetett.

## Élete
Uralma biztosítására Egyiptom fölött élénkítette a gabonakereskedelmet, és birtokait is gyarapítani igyekezett. Alexandria világi elöljárójával, Oresztésszel is összeütközésbe került. Hatalmát a kopt szerzetesek egyszerű csoportjaira alapozta. Más egyiptomi szerzetescsoportok azonban tiltakozásukat fejezték ki Kürillosz cselekedetei láttán, és feljelentették őt a császárnál. A császár a híres szónok Nesztorioszt bízta meg az üggyel 428-ban, aki éppen ekkor lett Konstantinápoly püspöke. A vádnak nem lett következménye, ugyanis Kürillosz ezzel egyidőben támadni kezdte Nesztoriosz tanítását. Két levélben fordult hozzá, melyekben először személyesen tudakozódott tanítása felől, majd hivatalosan is előadta a megtestesülés tanát. (Ezt a tant kanonizálta később az efezusi zsinat.) Mivel Nesztoriosz hajthatatlan maradt, hamarosan az apolinarizmus vádjával kellett szembetalálnia magát. Kürillosz mindezekkel arra készült, hogy amint egykor nagybátyja, Theophilosz száműzetésbe kergette Aranyszájú Szent Jánost, ezúttal ő tegye meg ugyanezt Nesztoriosszal szemben. Végül mindketten I. Celesztin pápához fordultak, aki egy római zsinaton, 430-ban kárhoztatta Nesztoriosz tanait és a zsinat határozatainak a végrehajtásával magát Kürilloszt bízta meg, aki ezt követően Alexandriában zsinatot hívott össze.
Ezen elítélték Nesztorioszt és istenkáromlással vádolták. A zsinat hitvallását 12 pontban foglalták össze és elküldték Nesztoriosznak. Az efezusi zsinat (431), melyen maga Kürillosz elnökölt, az ő 12 anatémáját fogadta el.
Nevéhez számos botrányos esemény fűződik. Felmerült vele szemben az a gyanú, hogy köze volt a köztiszteletben álló újplatonikus filozófusnő, Alexandriai Hüpatia meggyilkolásához. Amikor egy alexandriai tanítót, Hieraxot a zsidók azzal vádoltak meg, hogy Kürillosz besúgója, lázadozásuk nyomán Kürillosz megfenyegette őket. Ekkor a zsidók keresztényekre támadtak rá az éj leple alatt. Ezek Kürillosz biztatására másnap visszavágtak, megostromolták a zsinagógát, és az útjukba került zsidókat lemészárolták, kifosztva házaikat. Mindez egyúttal az alexandriai zsidó kolónia végét is jelentette.
Munkássága vége felé szembe került saját püspökeivel. 433-tól kezdve semmit sem tudunk életéről.

## Munkássága
Művei több kötetet tesznek ki. Számos kommentárt írt. Az Ószövetséget allegorikusan magyarázta, nem úgy, mint az Újszövetséget, melyet szó szerint értelmezett. Mózes öt könyvét két írásában kommentálta. Magyarázta ezenkívül az ószövetségi kisprófétákat és Ézsaiás könyvét is. A Zsoltárokhoz fűzött magyarázataiból csak töredékek maradtak fenn. Ugyancsak töredékes formában maradtak ránk Máté evangéliumához, a Római levélhez, a Korinthusi levelekhez, valamint A zsidókhoz írt levélhez készített kommentárjai. Terjedelmes kommentárokat írt János és Lukács evangéliumához. Az utóbbit százötven homíliában magyarázta.

## Magyarul
- Jeruzsálemi Szent Kürillosz összes művei; ford., bev., jegyz. Vanyó László; Központi Papnevelő Intézet, Bp., 1995 (Seminarium Centrale Budapestinense)
- A filozófus megtérése. Alexandriai Szent (Cirill) Kyrillos párbeszéde a pogány filozófusokkal. A kopt szöveg fordítása magyarázatokkal; jegyz., utószó, függelék Tóth Péter, ford. Hasznos Andrea, Tóth Péter; Agapé, Szeged, 2000 (Patrisztikus füzetek)
- Jeruzsálemi Szent Kürillosz összes művei; ford., bev., jegyz. Vanyó László, sajtó alá rend. Perendy László; Szt. István Társulat, Bp., 2006 (Ókeresztény írók)